# マサディオ・アイダラ
マサディオ・アイダラ（Massadio Haïdara 、1992年12月2日 - ）は、フランス・イヴリーヌ県トラップ出身のプロサッカー選手。スタッド・ブレスト29所属。ポジションは、ディフェンダー。サッカーマリ代表。

## 経歴

### クラブ
ASナンシーの下部組織で育成され、2010年12月のFCソショー戦でトップチームデビュー。
2013年1月、ニューカッスル・ユナイテッドFCに移籍金推定200万ポンドで移籍。2月のUEFAヨーロッパリーグ・FCメタリスト・ハルキウ戦で移籍後初出場。
2013年3月のウィガン・アスレティックFC戦では後半から途中出場したが、カラム・マクマナマンの激しいタックルを受け負傷、そのまま病院に直行する事態になった。幸いにも大きなあざが出来ただけで済み、4月のSLベンフィカ戦で復帰した。マーク・ハルゼー主審は一連のプレーを見ておらず、マクマナマンにカードは出なかった。さらに副審もはっきりとは見ていなかったため、フットボール・アソシエーションも動くことはなかった。このため、シーズン終了後にルールが改正されることになった。
2018年7月、契約満了によりニューカッスルを退団。その後、リーグ・ドゥのRCランスにフリーで加入。

### 代表
年代別のフランス代表歴がある。
2018年11月、マリ代表に召集された。2019年3月26日、セネガル代表との親善試合でスタメン出場しマリ代表初出場。

## タイトル
ニューカッスル
- フットボールリーグ・チャンピオンシップ: 2016-17